# Ґміна Катербурґ
Ґміна Катербурґ (пол. Gmina Katerburg) — колишня сільська гміна, яка входила до Кременецького повіту Волинського воєводства ІІ Речі Посполитої.
Ґміна утворена 1 жовтня 1933 року з таких частин: 
- частини ліквідованої ґміни Борки — села Цеценівка, Фільварки Малі, Фільварки Великі, Кудлаївка, Катербурґ, Новосілка, Підгайці, Рибча, Сташиців, Тетильківці, Темногайці, Вілія і міське поселення Катербурґ;
- частини ліквідованої ґміни Борсуки — села Матвіївці, Піщатинці, Вікнини Великі, Вікнини Малі, Іванківці, Вітосово і хутір Снігурівщина;
- вилучених із ґміни Вишнівець сіл Горинка, Кушлин і Воля Рицарська[1].

Після радянської анексії західноукраїнських земель ґміна ліквідована у зв'язку з утворенням Катербурзького району (з жовтня 1940 — Великодедеркальський).